# Nógrád megye díszpolgárainak listája
Nógrád megye (2023-tól: Nógrád vármegye) díszpolgárainak listája betűrend szerint.
- Ács Irén 2003 fotóművész
- Alapi István 2015. előadóművész az Edda Művek gitárosa, zeneszerző
- Arnold Mihály Attila 2011 okleveles államigazgatási és iparszervező
- Á. Varga László 2006 Budapest Város Levéltárának főigazgatója
- Dr. Beer Miklós 2013 Váci Egyházmegye megyés püspöke
- Bérczesi Mihályné 2012 Magyar Politikai Foglyok Szövetsége NM.-i Szervezetének elnöke
- Dr. Csekey László 2007 orvosdoktor, megyei szakfőorvos
- Dr. Bercsényi Lajos 2014 Szent Lázár Megyei Kórház igazgatója
- dr. Csiky Miklós 2002 sebész főorvos
- Csohány Kálmán 1996 grafikusművész
- Ember Csaba 2014 Rózsavölgyi Márk Zeneiskolai igazgatója
- dr. Fancsik János 2005 belgyógyász, reumatológus
- dr. Ferenczi György 1994 tüdőgyógyász
- Földi Péter 2001 festőművész
- Gaál István 2000 filmrendező
- dr. Gál János 1999 egyetemi tanár
- Göncz Árpád 1994 köztársasági elnök
- Gresina István 2001 Rétság város polgármestere
- Hadady Rudolf 1991
- Hargitai Lajos 1991
- Herold László 1995 iskolaigazgató
- Dr. Horváth István 2004 történész, címzetes múzeumigazgató
- Juhász Attila 2006 a Magyar Politikai Foglyok Szövetsége (POFOSZ) Nógrád megyei elnöke
- Kakuk József 2009 vállalkozó
- Lipthay Jenő 2003 mérnök
- dr. Magyar Pál 2006 jogtanácsos
- Mecser Lajos 1999 hosszútávfutó olimpikon
- Nagy Pál 1994 író
- P. Orbán Márk 2000 szerzetes
- Pallavicini Antal 1997
- Pekár István 2010 újságíró
- dr. Praznovszky Mihály 2005 irodalomtörténész, Palócföld főszerkesztője
- dr. Rajeczky Benjamin 1992 zeneszerző
- Réti Zoltán 1993 festőművész
- R. Várkonyi Ágnes 1998 történész
- dr. Samu István 1996 orvos
- dr. Sántha Kálmán 1992 zeneszerző
- Snétberger Ferenc 2002 zeneművész
- Dr. Surján László 2008 népjóléti miniszter, az Európai Parlament tagja
- Ifj. Szabó István 2009 szobrászművész
- dr. Szabó Sándor 2024 főispán
- Szojka Ferenc 1995 labdarúgó, az Aranycsapat tagja
- Dr. Tari Lujza 2011 népzene-oktató
- Dr. Tardy János 2010 geográfus
- Tolnay Klári 1998 színművész
- Dr. Varga Lajos 2007 teológus, a váci egyházmegye segédpüspöke
- Dr. Zeke Lajos 2008 orvos, a Magyar Vöröskereszt elnökségi tagja
- Zenthe Ferenc 1997 színművész
- Zsidai László 2004 közgazdász